# 魯德尼亞 (奧夫魯奇區)
51°8′25″N 28°42′15″E / 51.14028°N 28.70417°E
魯德尼亞（烏克蘭語：Рудня），是烏克蘭北部的村莊，隸屬日托米爾州的科羅斯滕區。該村面積0.31平方公里，海拔高度164米，2001年人口147，人口密度每平方公里468.15人。